# Jean-Baptiste-Vincent Laborde
Pour les articles homonymes, voir Laborde.
Jean-Baptiste-Vincent Laborde, né le 4 décembre 1830 à Buzet-sur-Baïse et mort le 5 avril 1903 à Paris 5e, est un neurologue et neurophysiologiste français.

## Biographie
Externe des hôpitaux de Paris (1854), puis interne (1858), docteur en médecine (1864), Laborde a été nommé chef du laboratoire de physiologie de la Faculté (1875-1880) et par la suite chef des travaux physiologiques, chargé du cours de démonstration. Ce poste a été créé pour donner à ce brillant professeur une chaire d’enseignement que deux concours d’agrégation s’obstinaient à lui refuser.
Continuant les traditions de ses devanciers, il a organisé à la Faculté un véritable cours de démonstration expérimentale, en même temps qu’il a créé, à la nouvelle École pratique, un laboratoire bien installé où ses élèves pouvaient, sous sa direction, se livrer aux recherches les plus innovantes.
Il a transformé l’enseignement de la physiologie à la Faculté en lui donnant le caractère démonstratif que celui-ci n’avait pas jusqu’alors et, grâce à une technique et à une instrumentation des mieux appropriées, il a fait passer sous les yeux de ses auditeurs les principales expériences sur lesquelles sont basées les notions classiques de la physiologie.
Ses travaux personnels comportent de nombreuses expériences de physiologie pure (cœur, respiration, localisations cérébrales et bulbaires, réflexes, température, etc.), de curieuses recherches sur les suppliciés. En pathologie expérimentale et comparée, il s’est occupé de l’élongation des nerfs, de la rage, du jeûne volontaire. En physiologie thérapeutique et toxicologique, on lui doit de nombreuses études sur alcaloïdes végétaux (cocaïne, caféine, théine, digitaline, quinine, colchicine, narcéine, aconitine, atropine, hypnone, etc.) et sur les alcaloïdes animaux (leucomaïnes et ptomaïnes).
Ses travaux ont paru principalement dans les Bulletins de la Société de biologie, la Tribune médicale et les Travaux du laboratoire de physiologie (1884-1880, 2 vol. in-8°). Ami de Gambetta, il lui a consacré une « biographie psychologique ». Convaincu de la « prédisposition organique héréditaire » et il a publié, en 1872, un opuscule intitulé Les Hommes et les actes de l’insurrection de Paris devant la psychologie morbide et avoir présenté à l’Académie de médecine un rapport sur la toxicité des essences utilisées pour préparer certaines liqueurs et apéritifs, dans le cadre de la lutte antialcoolique.
Membre de l’Académie de médecine, président de la Société d’autopsie, vice-président de la Société de Biologie, Laborde était également rédacteur en chef du journal La Tribune médicale,.
Il reçoit la moitié du prix Barbier (soit 1 000 francs) en 1892 pour sa publication Du mécanisme physiologique des accidents et de la mort par chloroforme (l'autre moitié du prix va à Édouard Heckel et Frédéric Schlagdenhauffen pour un ensemble de douze mémoires dont des travaux sur le Calophyllum, sur les kolas africains et sur le doundaké).
À sa mort, il a été inhumé au cimetière du Père-Lachaise.

## Publications
- De la paralysie (dite essentielle) de l’enfance, des déformations qui en sont les suites et des moyens d’y remédier, Paris, Vve Adrien Delahaye, 1864, in-8°, av. pl.
- Le Ramollissement et la Congestion du cerveau, principalement considérés chez le vieillard. Étude clinique et pathologique, Paris, Vve Adrien Delahaye, 1865, in-8°, pl. color.
- Physiologie pathologique de l’Ictère, Paris, Vve Adrien Delahaye, 1865, in-8°. Thèse d’agrégation.
- [1877] Physiologie expérimentale appliquée à la toxicologie et à la médecine légale, Paris, Vve Adrien Delahaye, 1877, 54 p., in-8° (OCLC 458125289).
- [1883] Des aconits et de l'aconitine : histoire naturelle, chimie et pharmacologie, physiologie et toxicologie, thérapeutique (avec Henri-Paul Duquesnel), Paris, Georges Masson, 1883, 328 p., 4 p. de pla. : ill. ; 24 cm (OCLC 1113343020).
- Le Colchique et la Colchicine (avec A. Houdé), Paris, Georges Steinheil, 1887, viii, 135 (OCLC 14775932).
- [1889] De l’intoxication par l'oxyde de carbone, à propos de l'usage des poêles mobiles, et de la transfusion sanguine comme méthode rationnelle du traitement immédiat de cette intoxication, Paris, Impr. de V. Goupy et Jourdan, 1889, 36 p., in-8° (OCLC 494136122).
- [1890] La Méthode expérimentale, principalement considérée dans les sciences biologiques, Paris, Société d’éditions scientifiques, 1890, iv-93, in-12 (OCLC 458125231).
- [1892] Du mécanisme physiologique des accidents et de la mort par le chloroforme : indications rationnelles des moyens de les prévenir (communication à l'académie de médecine 1890-1891), Paris, Société d'éditions scientifiques, 1892, 83 p. (lire en ligne [sur archive.org])
- [1894] Traitement physiologique de la mort : les tractions rythmées de la langue. Moyen rationnel et puissant de ranimer la fonction respiratoire et la vie. Mode d'action ou mécanisme et technique de la méthode, Paris, Félix Alcan, 1894, iv, 187, 3 pl. (OCLC 1243890207).
- [1895] Introduction à la thérapeutique expérimentale : Principes et essai d'une classification physiologique en thérapeutique (Extrait de la Tribune médicale), Paris, impr. G. Maurin, 1895, 16 p., in-8° (OCLC 458125205).